# آب‌انبار گذرشیخ
آب‌انبار گذرشیخ مربوط به دوره قاجار است و در کاشان، خیابان فاضل نراقی، گذر شیخ واقع شده و این اثر در تاریخ ۱۱ مرداد ۱۳۸۴ با شمارهٔ ثبت ۱۲۳۳۰ به‌عنوان یکی از آثار ملی ایران به ثبت رسیده است.